# نيكي واشنطن
نيكي واشنطن (بالإنجليزية: Nikki Washington)‏ (1 أغسطس 1988 بمسكيت في الولايات المتحدة - ) هي لاعبة كرة قدم أمريكية في مركزي الهجوم والوسط. شاركت مع منتخب الولايات المتحدة تحت 20 سنة للسيدات لكرة القدم ومنتخب الولايات المتحدة تحت 23 سنة للسيدات لكرة القدم ‏. أما مع النوادي، فقد لعبت مع بورتلاند ثورنز وبوسطن بريكرز وسكاي بلو وشيكاغو رد ستارز وكانبيرا يونايتد وشيكاغو رد ستارز وهيوستن داش وSaint Louis Athletica ‏ وMagicJack (WPS) ‏ وPali Blues ‏ وLos Angeles Sol ‏.

## وصلات خارجية
- نيكي واشنطن على موقع قاعدة بيانات كرة القدم.إي يو (الإنجليزية)
- نيكي واشنطن على موقع Soccerway.com (الإنجليزية)
- نيكي واشنطن على موقع عالم كرة القدم.نت (الإنجليزية)